# Jarosław Pryriz
Jarosław Pryriz CSsR (ur. 30 marca 1963 w Łastówkach) – ukraiński duchowny greckokatolicki, eparcha samborsko-drohobycki od 2011.

## Życiorys
Święcenia kapłańskie przyjął 4 grudnia 1988. W 1993 wstąpił do redemptorystów i tam w 1994 złożył profesję zakonną. W latach 1991–1997 studiował w Rzymie, zaś w 1997 został prefektem w seminarium zakonnym we Lwowie. W 2001 objął urząd rektora uczelni. W 2005 mianowany protosyncelem eparchii samborsko-drohobyckiej.
2 marca 2006 mianowany tytularnym biskupem Auria i sufraganem samborsko-drohobyckim. 21 kwietnia 2010 podniesiony do rangi koadiutora eparchii. Od 27 października 2011 został jej pełnoprawnym hierarchą.